# Grjazev-Sjipoenov GSj-30-2

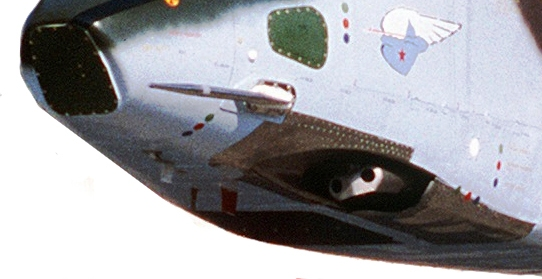
De GSj-30-2 onder een Soechoj Soe-25

De Grjazev-Sjipoenov GSj-30-2 (Russisch: ГШ-30-2 (Грязева - Шипунова 30 мм, два ствола) is een snelvuurkanon met twee lopen van kaliber 30 mm door  Grjazev en Sjipoenov ontworpen als boordgeschut voor het Soechoj Soe-25 jachtvliegtuig en in dienst sinds 1981. Het werd ook geplaatst op Mil Mi-24 helikopters.
Het snelvuurkanon werkt volgens hetzelfde principe als de Grjazev-Sjipoenov GSj-23L.
Naast het basismodel GSj-30-2 bestaat een langer model GSj-30-2K.
Ze worden gebouwd door KBP Instrument Design Bureau voor de Luchtmacht van de Sovjet-Unie en nadien de Russische luchtmacht en ook op de Pakistaans-Chinese CAC/PAC JF-17 Thunder.

## Specificaties
- Aantal lopen: 2
- Terugslag: ja
- Koeling: water
- Granaten 30 mm × 165 mm
- Massa van een projectiel: 390 g
- Breedte: 222 mm
- Hoogte: 195 mm
- Maximaal bereik: 1800 m

### Basismodel GSj-30-2
- Massa: 105 kg
- Lengte: 2044 mm
- Lengte lopen: 1500 mm
- Vuursnelheid: 3000 schoten / min
- Mondingssnelheid 870 m/s

### Langere versie GSj-30-2K
- Massa: 126 kg
- Lengte: 2944 mm
- Lengte lopen: 2400 mm
- Vuursnelheid 2600 schoten / min
- Mondingssnelheid 940 m/s